# Ivo Rudiferia
Ivo Rudiferia (Badia, 24 agosto 1966) è un ex snowboarder italiano.

## Biografia
È stato uno dei primi italiani attivi in questa disciplina, prima nel circuito ISF e successivamente in quello FIS. Sotto l'egida di quest'ultima federazione ha ottenuto i suoi più importanti risultati, su tutti la vittoria nella prima edizione dei campionati mondiali di snowboard svoltisi a Lienz nel 1996 nella specialità dello slalom parallelo, oltre a due vittorie in Coppa del Mondo.

## Palmarès

### Mondiali
- 1 medaglia:
  - 1 oro (slalom parallelo a Lienz 1996)

### Coppa del Mondo
- Miglior piazzamento in classifica generale: 15º nel 1996
- 4 podi:
  - 2 vittorie
  - 1 secondo posto
  - 1 terzo posto

#### Coppa del Mondo - vittorie
| Data             | Luogo        | Paese       | Disciplina |
| ---------------- | ------------ | ----------- | ---------- |
| 15 febbraio 1995 | Breckenridge | Stati Uniti | SL         |
| 21 gennaio 1996  | San Candido  | Italia      | PSL        |

Legenda:
SL = slalom speciale
PSL = slalom speciale parallelo